# Soledad Álvarez
Soledad Álvarez (* 13. Dezember 1950 in Santo Domingo) ist eine dominikanische Schriftstellerin.

## Leben und Werk
Soledad Alvarez wurde 1950 in Santo Domingo, der Hauptstadt der Dominikanischen Republik, geboren. Ihre ersten Gedichte, die sie als Jugendliche schrieb, wurden in verschiedenen lokalen Zeitungen und Magazinen veröffentlicht. Zu Beginn ihrer schriftstellerischen Laufbahn war sie mit der Literaturgruppe »La Antorcha« und den Schriftstellern der »jungen dominikanischen Poesie« verbunden. In dieser Zeit betätigte sie sich auch als Verfasserin der Kolumne »Soledad Alvarez escribe A.M.« (Ü: Soledad Alvarez schreibt am Vormittag).
1975 zog Alvarez nach Kuba, wo sie Literaturwissenschaft mit dem Schwerpunkt Lateinamerikanistik studierte, während sie gleichzeitig am bekannten Zentrum für Literaturforschung arbeitete, an dem sie viele lateinamerikanische Autoren kennenlernte. Nach ihrer Rückkehr in die Dominikanische Republik arbeitete sie als Journalistin, Kulturpolitikerin und Verfasserin von Essays und Gedichten. Sie war Kolumnistin für dominikanische Zeitungen wie »El Nacional« und »Listín Diario« und leitete die Kulturbeilage »Isla Abierta« der Zeitung Hoy. Alvarez war außerdem im Vorstand der Asociación de Críticos Literarios vertreten und war von 1992 bis 1994 Mitglied der Schriftstellervereinigung »La Casa del Escritor Dominicano«.
1981 erschien ihr Essay »La Magna Patria de Pedro Henríquez Ureña« (Ü: Das große Vaterland des Pedro Henríquez Ureña), der den berühmten dominikanischen Literaturkritiker zum Gegenstand hat. Das Werk wurde mit dem Siboney-Essay-Preis ausgezeichnet. Für die Ureña gewidmete Publikation »El Periolibro« (1996), die von der UNESCO und dem Fondo de Cultura Económica Verlagshaus veröffentlicht wurde und ein Netzwerk iberoamerikanischer Tageszeitungen bereitstellt, zeichnete Alvarez als Herausgeberin. 1994 erschien ihr erster Lyrikband »Vuelo Posible« (Ü: Möglicher Flug). Die sowohl abstrakten als auch sinnlichen Gedichte thematisieren die Vergänglichkeit des Begehrens und loten mit einer spezifisch weiblichen Perspektive die Möglichkeiten zu einem Ausgleich zwischen Gefühl und Vernunft aus. Alvarez’ Essayband »Complicidades« (1998; Ü: Komplizenschaften) vereint Kritiken und Kommentare zur dominikanischen Literatur, in denen die Autorin dem Zusammenspiel zwischen Leser, Text, Schriftsteller und Literaturgeschichte nachgeht.
Alvarez, deren Gedichte in zahlreichen dominikanischen und internationalen Anthologien erschienen, war 2002 Mitglied der Jury des renommierten mexikanischen Literaturpreises Juan Rulfo. Sie lebt in Santo Domingo.

## Sonstiges
Soledad Alvarez war Teilnehmerin beim internationalen literaturfestival Berlin 2005.
Álvarez ist eine der drei Personen, denen der 2020 auf Deutsch erschienenen Roman Harte Jahre von Mario Vargas Llosa gewidmet ist. Sie wird im Nachwort als alte Freundin der Hauptprotagonistin des historischen Romans, Marta Borrero Parra, beschrieben.

## Werke
- „La Magna Patria de Pedro Henríquez Ureña“; Taller, Santo Domingo, 1981
- „El Debate sobre las generaciones“; Fundación Cultural Dominicana, Santo Domingo, 1991
- „Vueblo Posible“; Fundación Cultural Dominicana, Taller, Santo Domingo, 1994
- „Complicidades“; Fundación Cultural Dominicana, Taller, Santo Domingo, 1998
- „Euskal eskultura Kutxaren bilduman = Escultura vasca en la coleccioìn Kutxa Kutxa“; San Sebastián, 2000
- „Jorge Oteiza: pasión y razón“; Nerea, San Sebastián, 2003